# Cuchilla de Palomeque
Die Cuchilla de Palomeque ist eine Hügelkette in Uruguay.
Die nach Orestes Araújo auch unter der Bezeichnung Cuchilla Nico Pérez oder Cuchilla de Ramírez bekannte Hügelkette befindet sich auf dem Gebiet des Departamentos Lavalleja. Das Kartenmaterial weist jedoch die Cuchilla de Palomeque als eine eher parallel südlich der Cuchilla Nico Pérez verlaufende Hügelkette aus, zumal die offizielle Karte des INE beide Bezeichnungen getrennt voneinander verwendet. Die Cuchilla de Palomeque  ist Teil der Cuchilla Grande. Die Cuchilla de Palomeque hat ihren Ausgangspunkt am Cerro Nico Pérez und erstreckt sich laut Araújo von dort bis zur Mündung des Río Olimar in den Río Cebollatí. An ihr entspringen im nördlichen Abschnitt der Arroyo del Sauce, der Arroyo Molles (Olimar Chico) sowie im südlichen Part der Arroyo Molles de Godoy und dessen Nebenflüsse.